# Iuliana Marcovici
Iuliana Gabriela Marcovici (Costanza, 26 maggio 1968) è un'ex cestista rumena.

## Carriera
Con la Romania ha disputato i Campionati europei del 1995.